# Carl Adloff
Carl Adloff (né le 12 janvier 1819 à Düsseldorf, mort le 16 avril 1863 dans la même ville) est un peintre allemand.

## Biographie
Adloff étudie de 1833 à 1843 à l'académie des beaux-arts de Düsseldorf, où il est l'élève en 1836 de la classe de peinture de paysage de Johann Wilhelm Schirmer et en 1840 de la classe d'architecture de Rudolf Wiegmann. Il se rend souvent dans les paysages des Pays-Bas, inspiré par l'âge d'or de la peinture néerlandaise. Il peint des paysages marins, au clair de lune, le matin et dans la lumière du soir dans une ambiance romantique de calme. Il est membre de Malkasten.
Carl Adloff épouse Adelheid Schmitz et ont une fille, Sybilla Carolina, qui sera l'épouse de Carl Jutz et la mère de son fils.